# Бісул-Кучес
Бісу́л-Куче́с (рос. Бисул-Кучес) — присілок у складі Шарканського району Удмуртії, Росія.

## Населення
Населення — 73 особи (2010; 82 у 2002).
Національний склад станом на 2002:
- удмурти — 99 %

## Урбаноніми[3]
- вулиці — Садова, Ставкова, Шкільна